# Острів Філіпа (Вікторія)

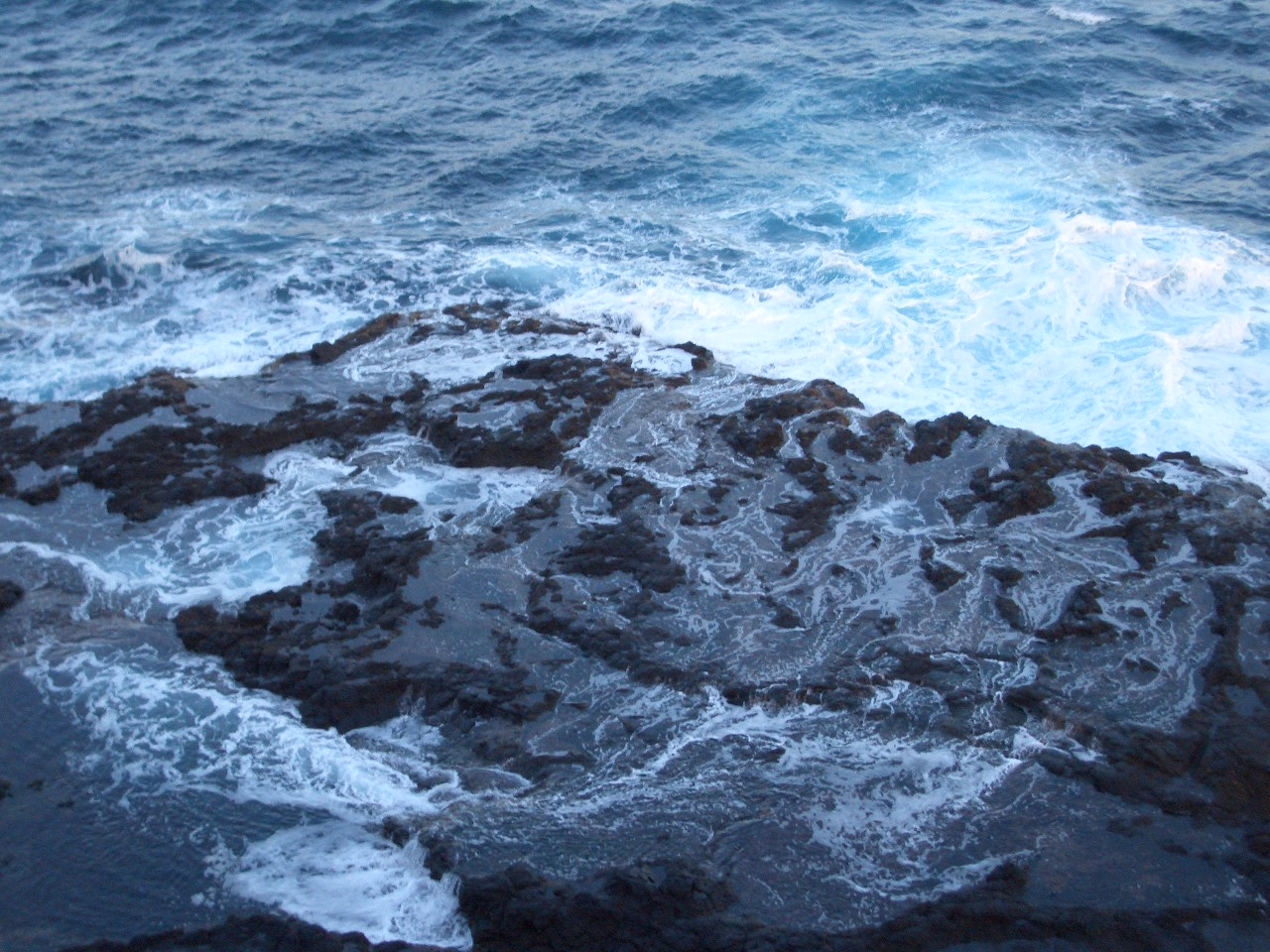
Узбережжя острова

Острів Філіпа (англ. Phillip Island) — австралійський острів, розташований за 140 км на південний схід від Мельбурна, Вікторія. Отримав своє ім'я на честь першого генерал-губернатора Нового Південного Уельсу, Артура Філіпа. Острів займає площу близько 10 тис.га. Він має 26 кілометрів у довжину та 9 кілометрів в ширину. Острів має 97 км лінії узбережжя.

## Населені пункти
Населенні пункти на острові та поблизу нього:
- Бічкомбер
- Вентнор
- Вімблдон Хайтс
- Кейп Вуламай
- Кавс
- Кавс Іст
- Кавс Вест
- Нью-Хевен
- Ріль
- Сан Ремо
- Сілверлівз
- Смітс Біч
- Самерлендз
- Сандерленд Бей
- Сансет Стріп
- Сурф Біч

## Туризм
Острів Філіпа є привабливим місцем для туристів, яких налічується близько 3.5 мільйони щороку.  Тут можна побачити «Парад пінгвінів» у Природному парку Острів Філіпа, де малі пінгвіни гуртуються та крокують групами. Ця подія приваблює глядачів з усього світу. Іншою розвагою для туристів слугують Скелі Котиків, де проживає найбільша колонія морських котиків в Австралії (понад 16,000 особин). 
Окрім того на острові створено Парк дикої природи, в якому можна покормити тварин із рук.  Парк налічує понад 300 тварин (в основному представники австралійської фауни). Тут живуть вомбати, коали, кенгуру, тасманійські дияволи, різні види птахів, змій та рептилій.

### Мотоспорт

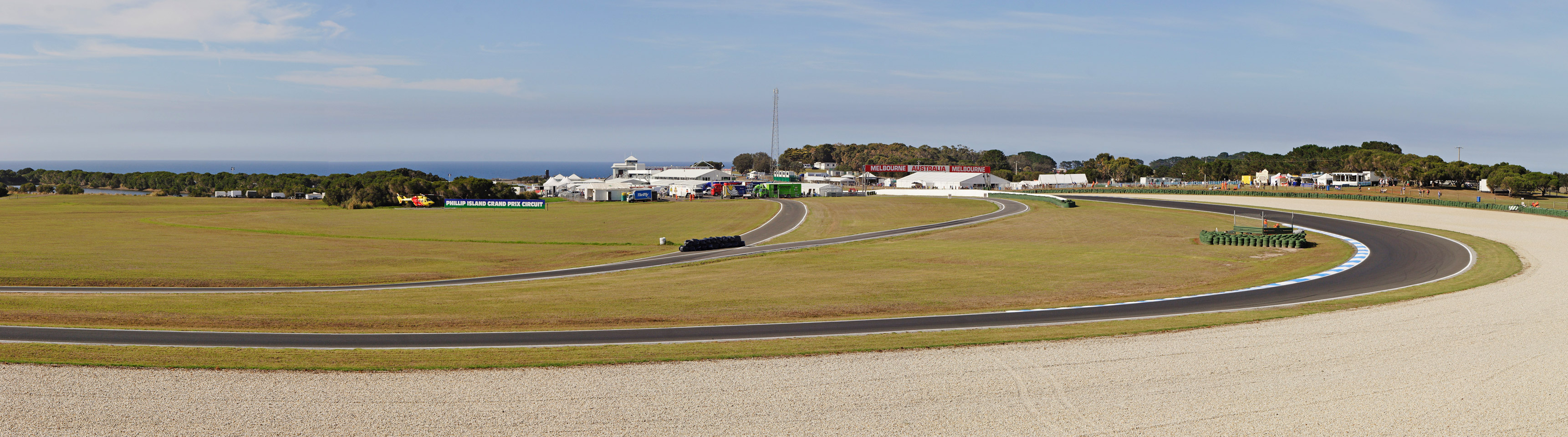
Мототрек «Філіп-Айленд»

Острів Філіпа відіграв значну роль у розвитку мотоперегонів в Австралії. Мототрек «Філіп-Айленд», зведений на острові, почали використовувати для проведення Гран-Прі Австралії ще 1928 року. У 1952 році було утворено клуб «Phillip Island Auto Racing Club».  
Трек було закрито наприкінці 1970-их років, але у 1989 році його роботу було знову відновлено. Нині тут проводяться міжнародні змагання найвищого рівня у різних класах мотоциклів, зокрема етап чемпіонату світу з шосейно-кільцевих мотоперегонів MotoGP Гран-Прі Австралії.

## Клімат
Острів Філіпа має більш помірний клімат, ніж у Мельбурні, він формується океанськими бризами. Максимальна денна температура лютого становить 24,7°C, у липні - 13,4°C. Кількість опадів становить 782,3 міліметрів, а у найвологіший місяць – червень – тут випадає близько 88,1 мм опадів. Вітер упродовж всього року переважно південно-західний з боку Бассової протоки.
10 серпня 2005 року на острові випав сніг. 